# Francisco Escudero
Francisco Escudero Garcia de Goizueta (født 13. august 1912 i San Sebastian, Spanien, død 17. juni 2002) var en spansk/baskisk komponist, dirigent og lærer.
Escudero studerede komposition og harmonilærer i sin hjemby privat hos forskellige lærere. Studerede herefter Komposition i Paris hos Paul Dukas og Paul le Flem, og direktion hos Albert Wolff i München. Han har skrevet 5 symfonier, orkesterværker, kammermusik, operaer, instrumentalværker, vokalmusik etc. Escudero var dirigent for bla Guipúzcoa Kammerorkester og var professor og lærer i komposition og harmonilærer på Musikkonservatoriet i San Sebastian.

## Udvalgte værker
- Symfoni nr. 1 (1935) - for orkester
- Symfoni nr. 2 "Hellig" (1972) - for orkester
- Symfoni nr. 3 "Mytisk" (1993) - for børnekor og ni instrumenter
- Symfoni nr. 4 "Koncertante" (1994) - for orkester
- Symfoni nr. 5 "Fremad, Fremad" (1994) - for orkester
- Aranzazu (?) - (Symfonisk digtning) - for orkester

- Mindesmærke for Francisco Escudero i Zarautz